# آرثر توماس بروكتر
آرثر توماس بروكتر هو قاضي وسياسي كندي، ولد في 11 مايو 1886، وتوفي في 12 يوليو 1964. انتخب عضو المجلس التشريعي من ساسكاتشوان.